# Reinhold Jaretzky

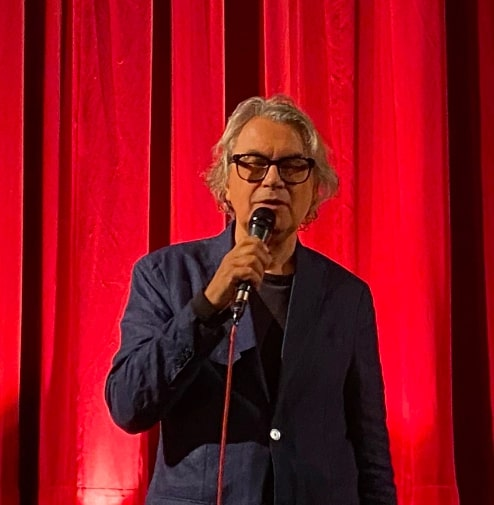

Reinhold Jaretzky (* 1952 in Quakenbrück) ist ein deutscher Autor, Fernsehjournalist, Regisseur und Filmproduzent.

## Leben
Jaretzky, geboren in Niedersachsen, studierte Medizin in Hannover (nicht abgeschlossen) und Literaturwissenschaft in Marburg und Hamburg. Er wurde 1985 promoviert.
Anschließend war er bis 1990 als Lektor für deutsche Sprache und Literatur an der Universität La Sapienza in Rom tätig. Seit 1994 ist er Dozent für Dokumentarfilm an der Schule für Dokumentarfilm, Fernsehen und Neuen Medien (ZeLIG) in Bozen. Im Jahr 2009 war er Fellow des Kollegs Friedrich Nietzsche in Weimar.
Seine journalistische Tätigkeit begann Jaretzky mit Kritiken, Berichten und Features über Literatur und Musik für den Rundfunk. 1983 drehte er mit Wohin denn ich? Der arme Hölderlin seine erste Fernsehdokumentation. Jaretzky ist seitdem Autor zahlreicher Dokumentarfilme aus den Bereichen Literatur, Musik und Philosophie, darunter Filme über Hans Henny Jahnn, Friedrich Nietzsche, Umberto Eco, Marcel Reich-Ranicki, Thomas Quasthoff, Kurt Masur, Richard Strauss, Richard Wagner, Branford Marsalis, Waleri Abissalowitsch Gergijew, Angelika Schrobsdorff u. a. Als Autor von Kulturberichten arbeitet er regelmäßig für Aspekte, ttt – titel, thesen, temperamente (zuvor Kulturreport) und Kulturzeit. 2001 gründete Jaretzky in Berlin die Film- und Fernsehproduktion Zauberbergfilm. Zu seinen wichtigsten Buchveröffentlichungen gehören Biografien über Bertolt Brecht und Lion Feuchtwanger sowie die literaturwissenschaftliche Studie Interimsästhetik, Franz Mehrings früher Versuch einer sozialgeschichtlichen Literaturbetrachtung. Jaretzky lebt in Berlin.

## Filmografie
- Giacomo Casanova. Mehr als ein Don Juan. ARTE 2025
- Urlaubsträume in Beton. Italien (zus. mit Marina Collaci) ARTE 2024
- Der Künder. Szenen einer Oper. Musikfilm 2022
- Der Maler Willi Sitte. Ein Leben zwischen Kunst und Politik ARTE 2021
- Alexander Kluge. Der Universalkünstler aus Halberstadt 2018
- Branford Marsalis. The Soundillusionist ARTE 2016
- Valery Gergiev – Macher und Magier 2015
- Ich, Angelika Schrobsdorff (zus. mit Anja Weber) 2015
- Richard Strauss: Das umstrittene Musikgenie ARTE 2014
- Der Dirigent Kurt Masur (Deutschland Deine Künstler) 2009
- Klassentreffen in der Toskana. Der junge deutsche Film (zus. mit Natalie Schulz) 2008
- Der Sänger Thomas Quasthoff (Deutschland, Deine Künstler) 2008
- Einmal einen Mönch vergiften. Umberto Eco ARTE 2007
- Der Kreuzzug der Kinder. Eine szenische Dokumentation (zus. mit Martin Papirowski) ARTE 2006
- Der Herr der Bücher. Marcel Reich-Ranicki (zus. mit Roger Willemsen) 2005
- Schlösser, Scheunen, Sinfonien 2004
- Maestro gesucht! 2004
- Alles was zählt. Filmessay 2001
- Kriminalgeschichte einer Verfälschung. Der Fall Friedrich Nietzsche 1999
- Das Oleg-Kagan-Festival. Reportage 1998
- Hans Henny Jahnn (zus. mit Lucian Neitzel) 1984
- Wohin denn ich. Der arme Hölderlin 1983

## Schriften
- Die Kneipe. Satisfaktionsraum, Gegenwelt, Heimat, in: Passages. Scritti in ricordo di Mauro Ponzi, Milano 2022
- Bertolt Brecht. Biografie. Rowohlt Verlag, Reinbek 2006
- Richard Wagner. Für König und Revolution, in: Gesichter, Geschichten, Geheimnisse, Berlin 2004
- Bertolt Brecht. Der Jasager und der Neinsager. Diesterweg Verlag  Frankfurt a. M., 1991
- «Interimsästhetik» – Franz Mehrings früher Versuch einer sozialgeschichtlichen Literaturbetrachtung (Europäische Hochschulschriften), Peter Lang Verlag, Frankfurt am M. 1991
- Lion Feuchtwanger. Biografie. Rowohlt Verlag Reinbek 1984
- Thomas Mann. der Tod in Venedig. Materialien. Klett Verlag Stuttgart 1982
- Mit Worten den Krieg verhindern.Elias Canettis soteriologisches Exilprojekt «Masse und Macht» In: Literarische Trans-Rationalität. Königshausen & Neumann, Würzburg 2003.
- Der Sieg der Fünften Kolonne. Frankreich-Kritik in der Exilliteratur in: Der Zweite Weltkrieg und die Exilanten. Bouvier, Bonn, Berlin 1991

## Auszeichnungen
- 2009 „Premio giornalistico Palladio“ der Stadt Vicenza